# Pouteria juruana
Pouteria juruana là một loài thực vật thuộc họ Sapotaceae. Loài này có ở Brasil và Colombia.